# Normaal (eenheid)
De normaal (N) is de eenheid van de verouderde grootheid normaliteit (N). Eén normaal komt overeen met één equivalent per liter: 1 N = 1 eq/l.
De standaardeenheid van normaliteit is de millinormaal; één millinormaal komt overeen met één equivalent per kubieke meter: 1 mN = 1 eq/m3